# Saint-Pierre-de-Méaroz
Saint-Pierre-de-Méaroz ist eine französische Gemeinde mit 105 Einwohnern (Stand: 1. Januar 2022) im Département Isère in der Region Auvergne-Rhône-Alpes (vor 2016 Rhône-Alpes). Sie gehört zum Arrondissement Grenoble und zum Kanton Matheysine-Trièves. 

## Lage
Die Gemeinde Saint-Pierre-de-Méaroz liegt etwa 36 Kilometer südsüdöstlich von Grenoble am hier aufgestauten Fluss Drac. Umgeben wird Saint-Pierre-de-Méaroz von den Nachbargemeinden Saint-Laurent-en-Beaumont im Norden und Osten, La Salle-en-Beaumont im Südosten, Châtel-en-Trièves im Süden und Westen, Saint-Jean-d’Hérans im Westen und Nordwesten sowie Ponsonnas im Nordwesten.

## Bevölkerungsentwicklung
| Jahr                       | 1962 | 1968 | 1975 | 1982 | 1990 | 1999 | 2006 | 2013 | 2021 |
| Einwohner                  | 110  | 86   | 66   | 82   | 110  | 104  | 131  | 135  | 109  |
| Quellen: Cassini und INSEE |      |      |      |      |      |      |      |      |      |

## Sehenswürdigkeiten
- Kirche Saint-Pierre
- Turm der früheren Kirche Saint-Pierre
- Reste der früheren Burg von Beaumont aus dem 12. Jahrhundert
- Stausee Saint-Pierre-Cognet